# آقای استیچ
آقای استیچ (به انگلیسی: Mr. Stitch) یک فیلم علمی تخیلی محصول سال ۱۹۹۵ به نویسندگی و کارگردانی راجر آواری با بازی روتخر هاور، ویل ویتون، نیا پیپلز و ران پرلمن است.

## داستان
دکتر رو ویکمن (روتخر هاور) در آزمایشگاه او یک مرد جوان با پوست و اعضای بدن گرفته شده از مردان و زنان دیگر خلق می‌شود. این موجود، لازاروس (ویل ویتون)، کتاب‌های زیادی می‌خواند و همه چیز را در مورد انسان‌ها می‌آموزد. اما زمانی که دکتر جذاب الیزابت (نیا پیپلز) را ملاقات می‌کند، زندگی او تغییر می‌کند و تصمیم می‌گیرد از آزمایشگاه فرار کند.